# Canadair

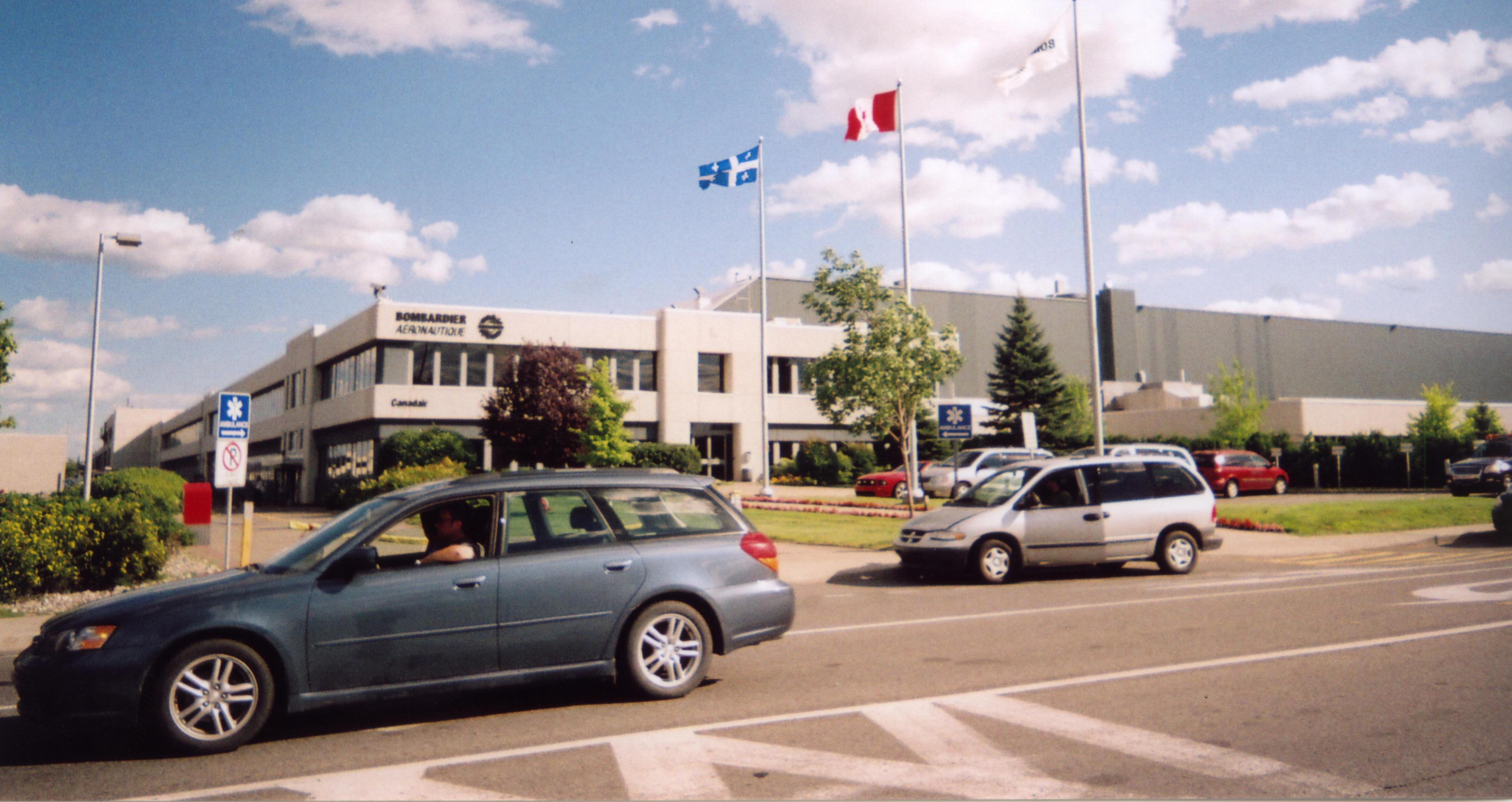
Fabbrica principale di Canadair a Saint-Laurent, borough di Montréal

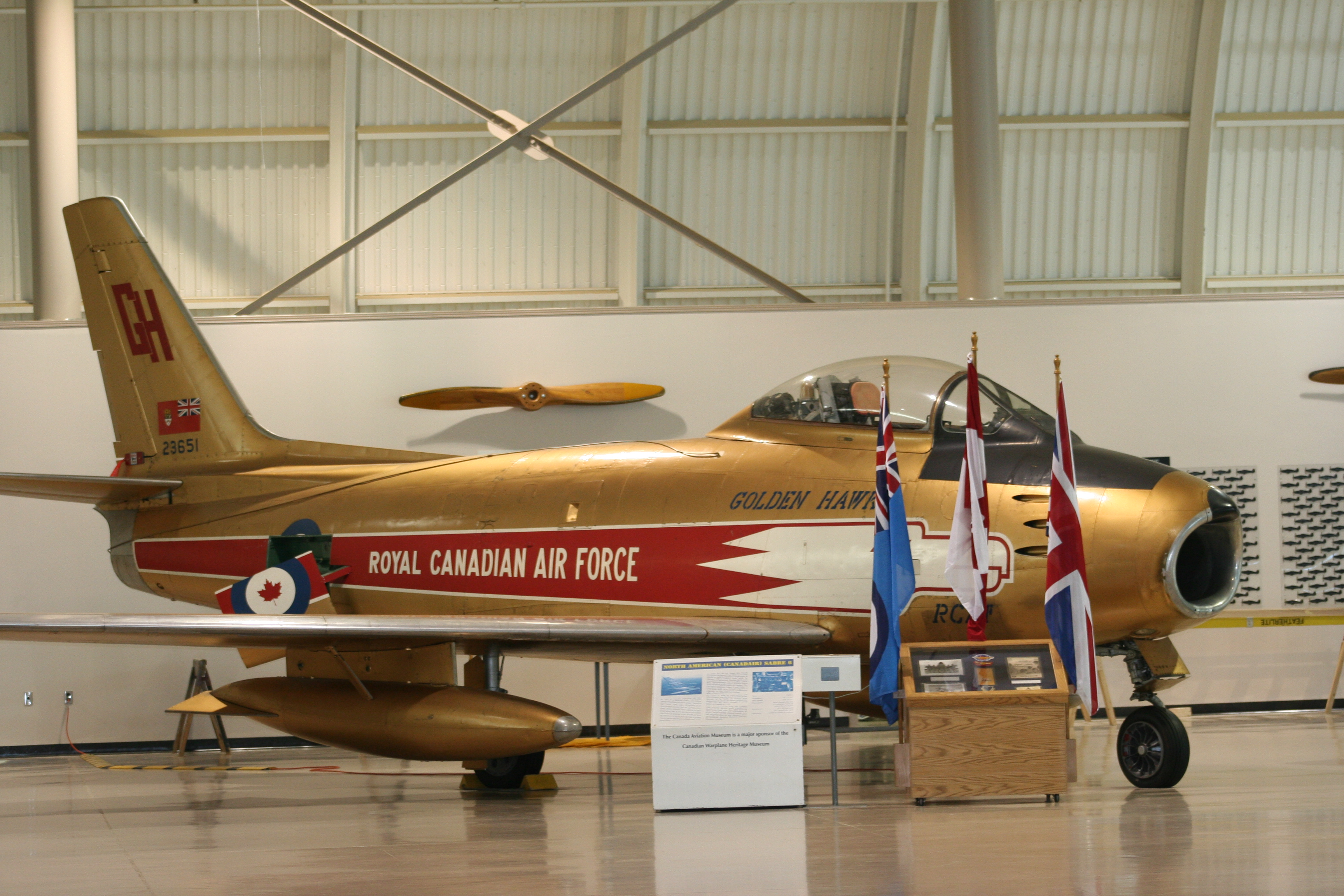
Un Canadair Sabre in mostra al Canadian Warplane Heritage Museum di Mount Hope, in Ontario

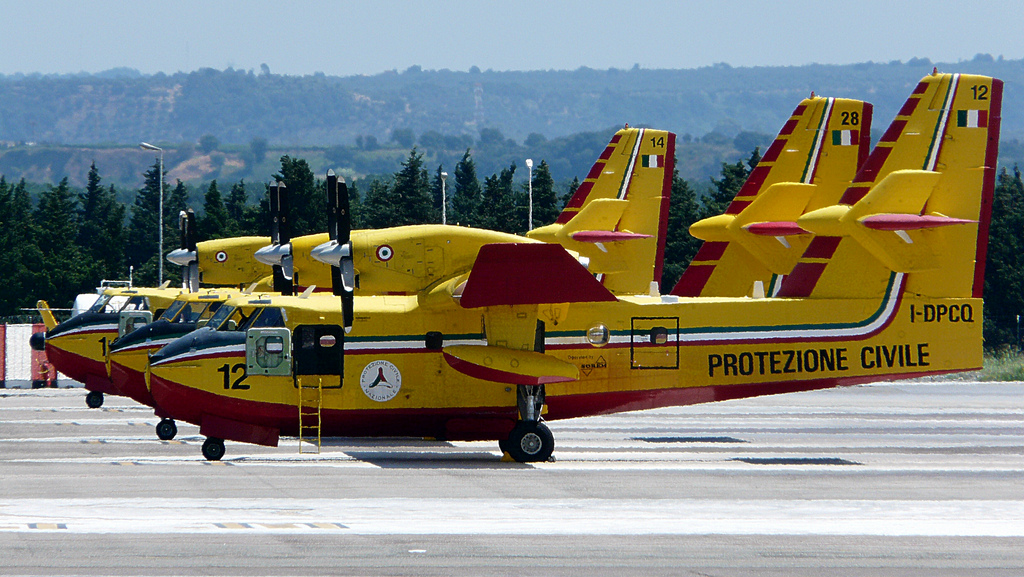
Tre Canadair CL-415 in dotazione alla Protezione Civile Italiana all'aeroporto di Lamezia Terme

Canadair è stata un'azienda aeronautica civile e militare canadese, sussidiaria di altre aziende del settore e nazionalizzata fino al 1986, quando fu privatizzata e inglobata in Bombardier.
Le origini di Canadair risalgono alla fondazione di un centro di fabbricazione di aerei per la sezione canadese della Vickers nell'aeroporto di Cartierville a Saint-Laurent, un borough di Montréal. Sebbene l'aeroporto sia stato dismesso, quel centro, denominato Canadair Plant One, esiste ancora.

## Storia
Canadair fu fondata l'11 novembre 1944 dal governo canadese per la produzione degli idrovolanti Consolidated PBY Catalina per la Royal Canadian Air Force. Oltre alla fabbricazione di tali aerei, c'era anche l'accordo con la nascente azienda per lo sviluppo e la produzione di una variante dei Douglas DC-4, il Canadair DC-4M con motori Rolls-Royce Merlin, che uscì nel 1946 sotto il nome "Northstar".
Nell'immediato dopoguerra Canadair prese in consegna la produzione della serie Douglas DC-3/C-47. Nel 1946, l'Electric Boat Company comprò una quota di partecipazione in Canadair. Nel 1952 le due compagnie si unirono, dando vita alla General Dynamics, che nel 1954, dopo aver acquisito la Convair, trasformò Canadair nella sua sussidiaria canadese.

## Nazionalizzazione
Nel 1976 il governo canadese comprò la Canadair, nazionalizzandola e tenendone il controllo fino al 1986, quando fu ceduta a Bombardier. Avendo accumulato grossi debiti, l'azienda fu privatizzata durante il governo di Brian Mulroney, divenendo successivamente il nucleo di una delle divisioni della Bombardier, la Bombardier Aerospace.
Come divisione della Bombardier, il marchio Canadair sopravvisse per qualche tempo su aerotaxi, sugli aeromobili regionali della serie Canadair Regional Jets e sugli anfibi per la lotta aerea antincendio, salvo poi essere definitivamente sostituito, in tempi più recenti, nelle nuove produzioni dal marchio Bombardier Aerospace.

## Riconoscimenti e produzione
Canadair possiede una serie di primati: il CL-44D, basato sul Bristol Britannia, è stato il primo progetto di aereo che consentiva l'accesso alla stiva di carico aprendo l’intera sezione di coda lateralmente; il CL-89 ed il CL-289 sono stati i primi aerei di sorveglianza senza pilota ad entrare in servizio in diverse forze armate nazionali; il CL-84 è stato il primo aeroplano VTOL a funzionare come un convertiplano; il CL-215 è stato il primo aereo progettato per la lotta aerea antincendio. Proprio per quest'ultimo motivo, in Europa il termine canadair è divenuto sinonimo di aereo usato per lo spegnimento degli incendi.
Canadair ha preso parte anche ad altri progetti al di fuori dell'aeronautica: ad esempio, la divisione Canarch si è occupata della progettazione e fabbricazione di pareti divisorie per edifici. Canadair, inoltre, produce le cabine per molte torri di controllo della Federal Aviation Administration negli Stati Uniti e progetta veicoli che si muovono con cingoli o con cuscini d'aria, sebbene solo una piccola parte dei progetti venga effettivamente realizzata.
| Definizione Interna | Definizione Commerciale              | Ruolo                                     | Versione su licenza del      | 1° volo | Utilizzatore principale | Annotazioni                    |
| ------------------- | ------------------------------------ | ----------------------------------------- | ---------------------------- | ------- | ----------------------- | ------------------------------ |
| CL-1                | PBV Canso oppure OA-10A-VI           | Ricognizione                              | Consolidated PBY Catalina    | 1943    | USAAF                   |                                |
| CL-2                | Canadair DC-4M North Star            | Trasporto Aereo di linea                  | Douglas DC-4                 | 1946    |                         |                                |
| CL-4                | Canadair C-4 Argonaut                | Trasporto Aereo di linea                  | Douglas DC-4                 | 1946    |                         |                                |
| CL-11               | Canadair C-5                         | Trasporto Aereo di linea                  | Douglas DC-4                 | 1950    | RCAF                    | 1 solo esemplare               |
| CL-13               | Canadair Sabre                       | Caccia                                    | North American F-86 Sabre    | 1950    | RCAF                    |                                |
| CL-15               | -                                    | Addestramento Trasporto                   | Beechcraft XT-36             |         |                         | progetto cancellato            |
| CL-21               | -                                    | Trasporto                                 |                              |         |                         | progetto                       |
| CL-28               | Canadair CP-107 Argus                | Pattugliamento marittimo                  | Bristol Britannia            | 1957    | RCAF                    |                                |
| CL-30               | Canadair CT-133 Silver Star          | Addestramento e contromisure elettroniche | Lockheed T-33 Shooting Star  | 1952    | RCAF                    |                                |
| CL-41               | Canadair CT-114 Tutor                | Addestramento                             |                              | 1960    | RCAF                    |                                |
| CL-44               | Canadair CC-106 Yukon                | Trasporto                                 |                              | 1959    | RCAF                    |                                |
| CL-52               |                                      | Bombardamento                             | Boeing B-47 Stratojet        | 1959    | RCAF                    | 1 solo esemplare, sperimentale |
| CL-66               | Canadair CC-109 Cosmopolitan         | Trasporto                                 | Convair CV-540               | 1959    | RCAF                    |                                |
| CL-84               | Canadair CX-131 Dynavert             | Convertiplano                             |                              | 1965    | RCAF                    |                                |
| CL-89               | Midge oppure AN/USD-501              | Drone da ricognizione                     |                              | 1964    | CF                      |                                |
| CL-90               | Canadair CF-104 Starfighter          | Caccia                                    | Lockheed F-104 Starfighter   | 1961    | RCAF                    |                                |
| CL-215              |                                      | Lotta aerea antincendio                   |                              | 1967    |                         |                                |
| CL-219              | Canadair CF-116 oppure Canadair CF-5 | Cacciabombardiere                         | Northrop F-5 Freedom Fighter | 1967    | RCAF                    |                                |
| CL-227              | Canadair CL-227 Sentinel             | Drone da ricognizione                     |                              | 1977    | CF                      |                                |
| CL-289              | AN/USD-502                           | Drone da ricognizione                     |                              | 1987    | DH                      |                                |
| CL-327              | Canadair CL-327 Guardian             | Drone da ricognizione                     |                              | 1996    | CF                      |                                |
| CL-415              |                                      | Lotta aerea antincendio                   |                              | 1993    | PC                      |                                |
| CL-600              | Canadair LearStar 600                | Trasporto                                 |                              | 1980    |                         |                                |